# Anthony Mounier
Anthony Mounier (Aubenas, 27 settembre 1987) è un ex calciatore francese, di ruolo attaccante.

## Caratteristiche tecniche
Mounier è un attaccante esterno dotato di un buon piede mancino, ma predisposto anche al sacrificio e a dare un aiuto alla fase difensiva. Può giocare come ala sia a sinistra sia a destra, è dotato di una conclusione precisa e potente, ma il meglio di sé riesce a esprimerlo quando deve crossare per il proprio finalizzatore. Nel Nizza è diventato titolare nei 3 davanti di un modulo offensivo, mostrando corsa, velocità e buoni numeri in fatto di gol.

## Carriera

### Club

#### Olympique Lione
Mounier è stato promosso nella prima squadra dell'Olympique Lione per l'inizio della stagione 2007-2008, prendendo la maglia numero 27. Ha fatto il suo debutto nel club durante la pre-season in Peace Cup, dove ha giocato in tutte e quattro le partite, segnando un gol nella prima partita del gruppo contro lo Shimizu S-Pulse. Ha fatto Il suo debutto in campionato il 12 gennaio 2008 nella vittoria per 3-2 sul Tolosa.
Nella sessione di calciomercato del 2008 Mounier voleva lasciare il club a causa dello scarso minutaggio in prima squadra, ma l'allenatore Claude Puel lo esortò a rimanere. Mounier ha cominciato a mostrare le sue capacità con due assist per Karim Benzema e Fred in una vittoria per 2-1 sul Nancy del 27 settembre 2009. Nella UEFA Champions League ha esordito contro la Fiorentina e fornito un assist per Fred in un 5-3 conquistato ai danni dello Steaua Bucarest il 21 ottobre 2008.
Ha segnato il suo primo gol per l'Olympique Lione il 24 gennaio 2009 in Coupe de France, segnando una doppietta nel 6-0 all'US Concarneau. Ha segnato il suo primo gol in campionato il 22 marzo 2009 contro il Sochaux. Il 12 maggio 2009 ha segnato il suo secondo gol in campionato in una vittoria per 3-0 contro il Nantes.

#### Nizza
Dopo aver giocato cinque partite per il Lione a inizio stagione Mounier passa al Nizza nell'ultimo giorno di calciomercato per un valore di 2.5 milioni di euro più un profitto pari al 15% su un possibile futuro trasferimento. Il 13 settembre del 2009 ha fatto il suo debutto per il club nella sconfitta 2-0 contro l'Auxerre. Il 24 ottobre del 2009 ha giocato contro il Lione, partita in cui ha fatto un assist per David Hellebuyck nella vittoria per 4-1. Il 28 marzo del 2010 ha segnato il suo primo gol nella vittoria per 2-0 sul Tolosa. L'8 maggio del 2010 ha segnato il suo secondo gol nel 2-2 contro il Rennes. Nella stagione 2010-2011 ha segnato nella vittoria per 2-1 sul Saint-Étienne. Ha segnato contro di loro ancora una volta nel match di ritorno, vinto per 2-1. Il 16 aprile 2011 ha segnato il terzo gol nel 3-2 contro il Monaco. In Coupe de France ha segnato l'unico gol nella partita vinta per 1-0 sul JA Drancy il 2 febbraio 2011. Nella stagione 2011-2012 ha segnato il suo primo gol nella sconfitta per 3-1 contro la sua ex squadra, l'Olympique Lione, il 6 agosto 2011. Il 20 agosto 2011 ha segnato nella partita pareggiata per 1-1 contro il Tolosa. Dopo dodici partite senza nessuna rete ha firmato una doppietta nella vittoria per 2-0 contro il Valenciennes del 17 dicembre 2011. L'11 gennaio 2012 Mounier ha segnato nella vittoria per 5-3 contro il Digione in Coupe de France ed è andato nuovamente in gol nella semifinale persa 2-1 contro l'Olympique de Marseille. Il 25 febbraio 2012 ha segnato nella vittoria per 1-0 sul Caen, successivamente ha realizzato una doppietta nella vittoria per 3-2 sul Saint-Étienne del 31 marzo 2012 e nella vittoria per 2-0 sul Lorient.

#### Montpellier
Il 29 giugno 2012 è stato acquistato dal Montpellier, campione di Francia, per 3.25 milioni, firmando un contratto quadriennale. Nella stagione 2012-2013 ha messo a segno 2 reti in 26 partite, in quella successiva 3 gol in 32 partite. Nella Ligue 1 2014-2015 ha ulteriormente migliorato il suo rendimento, con 9 gol e 8 assist in 36 partite.

#### Bologna
Il 28 agosto 2015 viene acquistato a titolo definitivo dal neopromosso Bologna per 1,5 milioni di euro, firmando un contratto triennale. Fa il suo esordio in Serie A il 14 settembre 2015 in Sampdoria-Bologna 2-0. Realizza la sua prima rete nella massima serie il 20 settembre 2015 in Bologna-Frosinone per il definitivo 1-0. Il 4 ottobre 2015 in Juventus-Bologna realizza la rete del momentaneo 0-1. Torna al gol con la maglia rossoblu il 31 gennaio 2016, segnando il primo gol nella sfida, poi vinta, con la Sampdoria.

#### Prestito all'Atalanta
Nella sessione invernale 2017 fa ritorno in Francia al Saint-Etienne in prestito con diritto di riscatto. I tifosi francesi non lo accolgono nel migliore dei modi, con uno striscione appeso fuori dallo stadio del club con scritto 'i nostri colori non saranno mai i tuoi' visto che il calciatore ai tempi dell'Olympique Lione aveva fatto dichiarazioni contro il suo nuovo club. Dopo quest'episodio, di comune accordo con il Bologna proprietario del cartellino, torna immediatamente in Italia accasandosi all'Atalanta con la medesima formula di prestito con diritto di riscatto. Esordisce con i bergamaschi il 5 febbraio, giocando gli ultimi minuti della partita casalinga vinta per 2-0 contro il Cagliari. In tutto, con la Dea totalizzera 5 presenze in 6 mesi.

#### Panathinaikos
Il 31 agosto 2017, dopo la rescissione del francese con il Bologna, verrà acquistato a titolo gratuito dal Panathīnaïkos, con un contratto triennale. Dati i continui infortuni, la sua esperienza greca sarà piuttosto deludente, totalizzando in 3 anni solo 30 presenze, segnando comunque 3 gol.

#### Panaitōlikos
Il 1⁰ gennaio 2020, sarà acquistato dal Panaitōlikos gratuitamente. L'attaccante francese riuscirà a racimolare solamente 12 presenze e 4 reti in 9 mesi di permanenza con il club greco.

#### Apollon Smyrnis
Il 30 settembre 2020, sarà acquistato ennesimamente a parametro zero dall'Apollon Smyrnis. Nel club, in una stagione metterà assieme 24 presenze senza mai andare a segno.

#### Athens Kallithea
Il 17 settembre 2021, firmerà un contratto con l'Athens Kallithea.

## Statistiche

### Presenze e reti nei club
Statistiche aggiornate al 26 novembre 2018.
| Stagione             | Squadra              | Campionato           | Campionato | Campionato | Coppe nazionali | Coppe nazionali | Coppe nazionali | Coppe continentali | Coppe continentali | Coppe continentali | Altre coppe | Altre coppe | Altre coppe | Totale | Totale |
| Stagione             | Squadra              | Comp                 | Pres       | Reti       | Comp            | Pres            | Reti            | Comp               | Pres               | Reti               | Comp        | Pres        | Reti        | Pres   | Reti   |
| -------------------- | -------------------- | -------------------- | ---------- | ---------- | --------------- | --------------- | --------------- | ------------------ | ------------------ | ------------------ | ----------- | ----------- | ----------- | ------ | ------ |
| 2007-2008            | O. Lione             | L1                   | 1          | 0          | CF+CdL          | 0+0             | 0+0             | UCL                | 0                  | 0                  | -           | -           | -           | 1      | 0      |
| 2008-2009            | O. Lione             | L1                   | 19         | 2          | CF+CdL          | 3+1             | 3+0             | UCL                | 4                  | 0                  | -           | -           | -           | 26     | 5      |
| ago. 2009            | O. Lione             | L1                   | 1          | 0          | CF+CdL          | 0+0             | 0+0             | UCL                | 0                  | 0                  | -           | -           | -           | 1      | 0      |
| Totale O. Lione      | Totale O. Lione      | Totale O. Lione      | 21         | 2          |                 | 4               | 3               |                    | 4                  | 0                  |             | 0           | 0           | 29     | 5      |
| ago. 2009-2010       | Nizza                | L1                   | 31         | 2          | CF+CdL          | 1+1             | 0+0             | -                  | -                  | -                  | -           | -           | -           | 33     | 2      |
| 2010-2011            | Nizza                | L1                   | 34         | 3          | CF+CdL          | 5+0             | 1+0             | -                  | -                  | -                  | -           | -           | -           | 39     | 4      |
| 2011-2012            | Nizza                | L1                   | 29         | 8          | CF+CdL          | 2+4             | 0+3             | -                  | -                  | -                  | -           | -           | -           | 35     | 11     |
| Totale Nizza         | Totale Nizza         | Totale Nizza         | 94         | 13         |                 | 13              | 4               |                    | 0                  | 0                  |             | 0           | 0           | 107    | 17     |
| 2012-2013            | Montpellier          | L1                   | 26         | 2          | CF+CdL          | 2+2             | 0+0             | UCL                | 5                  | 0                  | SF          | 1           | 0           | 36     | 2      |
| 2013-2014            | Montpellier          | L1                   | 32         | 3          | CF              | 2               | 0               | -                  | -                  | -                  | -           | -           | -           | 34     | 3      |
| 2014-2015            | Montpellier          | L1                   | 36         | 9          | CF+CdL          | 1+1             | 0+0             | -                  | -                  | -                  | -           | -           | -           | 38     | 9      |
| ago. 2015            | Montpellier          | L1                   | 3          | 0          | -               | -               | -               | -                  | -                  | -                  | -           | -           | -           | 3      | 0      |
| Totale Montpellier   | Totale Montpellier   | Totale Montpellier   | 97         | 14         |                 | 8               | 0               |                    | 5                  | 0                  |             | 1           | 0           | 111    | 14     |
| 2015-2016            | Bologna              | A                    | 30         | 4          | CI              | -               | -               | -                  | -                  | -                  | -           | -           | -           | 30     | 4      |
| 2016-gen. 2017       | Bologna              | A                    | 6          | 0          | CI              | 2               | 2               | -                  | -                  | -                  | -           | -           | -           | 8      | 2      |
| Totale Bologna       | Totale Bologna       | Totale Bologna       | 36         | 4          |                 | 2               | 2               |                    | -                  | -                  |             | -           | -           | 38     | 6      |
| gen.-giu. 2017       | Atalanta             | A                    | 5          | 0          | CI              | -               | -               | -                  | -                  | -                  | -           | -           | -           | 5      | 0      |
| 2017-2018            | Panathīnaïkos        | SL                   | 19         | 3          | KE              | 4               | 2               | -                  | -                  | -                  | -           | -           | -           | 23     | 5      |
| 2018-2019            | Panathīnaïkos        | SL                   | 11         | 0          | KE              | -               | -               | -                  | -                  | -                  | -           | -           | -           | 11     | 0      |
| Totale Panathinaikos | Totale Panathinaikos | Totale Panathinaikos | 30         | 3          |                 | 4               | 2               |                    | -                  | -                  |             | -           | -           | 34     | 5      |
| Totale carriera      | Totale carriera      | Totale carriera      | 283        | 36         |                 | 31              | 11              |                    | 9                  | 0                  |             | 1           | 0           | 324    | 47     |